# Nitroso
Nitroso refererer til en funktionel gruppe i organisk kemi som har en NO-gruppe sidende på den organiske del af et molekyle. Forskellige nitrosoforbindelser kan blive kategoriseret i C-nitrosoforbindelser (f.eks. nitrosoalkaner; R-N=O), S-nitrosoforbindelser (nitrosothioler; RS-N=O), N-nitrosoforbindelser (f.eks. nitrosaminer, RN(-R')-N=O) og O-nitrosoforbindelser (alkylnitriter; RO-N=O).
Nitrosyler er uorganiske forbindelser, der indeholder en NO-gruppe direkte bundet til metallet via nitrogenatomet, hvilket givet en metal-NO gruppe. Alternativt er et eksempel på ikke-metal reagenset nitrosylchlorid (Cl-N=O).
Nitrogenoxid er et stabilt radikal, idet det har en uparret elektron.
Reduktion af nitrogenoxid giver hypernitrit anoionen, NO−:
NO + e− → NO−
Oxidation af NO giver nitrosonium kation, NO+:
NO → NO+ + e−
| Kemi | Spire Denne artikel om kemi er en spire som bør udbygges. Du er velkommen til at hjælpe Wikipedia ved at udvide den. |